# 温泉みみず芸者
『温泉みみず芸者』（おんせんみみずげいしゃ）は、1971年に製作された日本映画。池玲子主演、鈴木則文監督。東映京都撮影所製作、東映配給。日本ポルノ女優第一号・池玲子デビュー作。

## 概要
東映で1968年から1975年まで計6本製作された東映の"温泉芸者シリーズ"4作目。
本作で主演デビューする池玲子を売り出すため、プロデューサーの天尾完次が池に「日本初のポルノ女優」というキャッチコピーを付けた。今日SEX映像の代名詞として日本で定着する、"ポルノ"という言葉は、本作で生まれた造語である。

## あらすじ
伊勢志摩の港町で江戸時代よりタコ漁のためのタコツボを開発した多湖家は、生まれる女が全てタコツボ級の名器の持ち主。ところがその名器が仇になり、たびたび借金を作る。噂を聞いた無限精流の性豪・竿師段平とその門下生が温泉町にやってきた。やりたい放題の彼らに対抗するため、多湖家の母娘・初栄と二人の娘、圭子の母娘が、彼らとのセックス三番勝負に挑む。海神大明神の夜祭りに沸き立つ中、空前絶後のセックスバトルが開始される。

## 出演
多湖家
- 多湖圭子：池玲子（新人）
- 多湖幸子（圭子の妹)：杉本美樹（新人）
- 多湖初栄（圭子の母)：松井康子

圭子の関係者
- 馬島敬太郎（板前）：小池朝雄
- 久兵エ（トルコの社長）：芦屋雁之助
- トルコのマネージャー：小島慶四郎
- 大牟田善吉（マムシホルモンの社長・久兵エの弟）：芦屋雁之助（一人二役）
- 吉川（大牟田の秘書）：芦屋雁平
- 工員（ディスコ売春客）：川谷拓三
- 広瀬（馬島の友人・オトナのオモチャ発明家）：山城新伍

土肥温泉
- 女将：三原葉子
- 朝吉（番頭）：島田秀雄
- 桃子（芸者）：女屋実和子
- ジェーン（芸者）：キャサリン・サリバン
- 松江（芸者）：沢淑子
- 三津江（芸者・太平洋の三津江）：葵三津子
- 夢路（芸者）：千原和加子
- 〆奴（芸者）：早坂くるみ
- 豆千代（芸者）：大芝かほり
- 喜久丸（芸者）：黒葉ナナ
- 徳造（組合長）：殿山泰司
- 副組合長：関根永二郎

無限精流
- 竿師段平（無限精流流祖）：名和宏
- 黒竿段吉（師範代八段）：岡部正純
- ピストン健（高弟五段）：大下哲矢

文教省の客
- 太田（文教省大学局局長）：大泉滉
- 役人（義務教育課課長）：団鬼六
- 役人（純潔教育課課長補佐）：田中小実昌
- 役人（偏向思想調査係係長）：清水正二郎
- 役人（秩序維持係係長補佐）：佐藤重臣

その他
- 西山（初栄の男）：由利徹
- 中年女：岡嶋艶子
- 高利貸：那須伸太朗
- 借金取り（初栄&広瀬）：蓑和田良太
- 借金取り（初栄&広瀬）：宮城幸生
- 特別出演：菅原文太（ノンクレジット）
- ナレーター：小松方正

## スタッフ
- 企画：岡田茂・天尾完次
- 監督：鈴木則文
- 脚本：掛札昌裕・鈴木則文
- 原案：久保田正
- 撮影：古谷伸
- 照明：金子凱美
- 録音：堀場一朗
- 美術：雨森義允
- 音楽：鏑木創
- 編集：神田忠男
- 助監督：皆川隆之
- 記録：石田照
- 装置：温井弘司
- 装飾：柴田澄臣
- 美粧結髪：東和美粧
- 衣裳：岩逧保
- 舞踊振付：藤間勘眞次
- 進行主任：伊藤彰将
- 協力：西伊豆土肥温泉観光協会[20]
- 製作：東映京都撮影所

## 製作

### 企画
企画、及びタイトル命名は岡田茂東映企画製作本部長（のち、同社社長）。最初のタイトルは『温泉たこつぼ芸者』であった。"エロ"と"暴力"を東映の二本柱に据えようと構想した岡田は、1968年、石井輝男を監督に招集して、懐刀の天尾完次をプロデューサーに抜擢してピンク路線を統括させ、世にいう"異常性愛路線"を始めた。『徳川女系図』に続いて公開されたのが喜劇的要素を含んだ『温泉あんま芸者』で、これが"東映温泉芸者シリーズ"としてシリーズ化された。この"東映温泉芸者シリーズ"は、岡田が大映の"温泉シリーズ"（1963年 - 1964年）をパクったものといわれる。"東映温泉芸者シリーズ"は、高度経済成長期に男の遊び場として定着した温泉を舞台にハレンチ度も女優の悩殺度も大映版よりグレードアップさせた。石井はこの後、グロ要素をより押し出した"異常性愛路線"に突入するため、"東映温泉芸者シリーズ"は一作で降り、二作目以降は「岡田チルドレン」に監督を振った。『徳川女系図』は五社の映画にピンク女優が出たと騒がれたが、岡田が外注のピンク女優を大勢出演させて裸にしたため、ピンク業界から反撥を受けた。このため『温泉あんま芸者』からは自前（東映専属）のヌード女優を育成してエロ路線を充実させろと指示していた。映画の舞台となった温泉は観光地として売り出せるため、ロケ大歓迎のタイアップ作戦で、安上がりの上、スタッフ・キャストは至れり尽くせりだったといわれる。東映夏場の恒例企画であったが、段々興行成績が落ち、肝心の温泉地もロケお断りとなり、やむなく最終作として製作決定したのが本作となる。

### 鈴木則文のポルノ路線参入
石井輝男の"異常性愛路線"は一年半の間にハイペースで撮られたもので、"温泉芸者シリーズ"の方は、毎年夏一作の恒例映画であったため、シリーズ4作目の本作製作時には石井の"異常性愛路線"は終了していた。「ヤクザ映画以外にもう1本ラインがないと興行が弱い。若者のラインを何とか確立したい」と考えた岡田が天尾と相談し、新人時代から目をかけていた鈴木則文を東映エロ路線の柱に据えようと考えた。映画の内容から交渉した温泉地から全部ロケを断られ、予算の都合上、タイアップが必要で、天尾が「鈴木の実家は静岡の伊豆だったな」と思いついた。鈴木と天尾は親友だった。鈴木は当時、俊藤浩滋の要請で任侠映画路線を着実に歩んでいた。天尾と渡邊達人企画部長から「これ一本やってくれたら俊藤さんに返すから。岡田さんの方針通り頼むよ」といわれ、「映画は大衆娯楽」と岡田と信念が一致する鈴木はこれを受けた。鈴木は「岡田さんにはめられたんだよ。他に撮れる監督がいないんだからさ。やらないとは言えない。なかなか素人では撮れない。石井さんだってちゃんとプロの女優を使ってるんだよ。俺みたいに熱く人間として使ってないからね」などと述べている。鈴木は「映画は見世物なんだから、エロで何が悪い!」と東映ポルノを軽視する東映京都の風潮に反発を抱いていた。
鈴木はこの後、任侠映画に戻ることはなかった。岡田は天尾と鈴木のコンビで東映ポルノ路線の続行を厳命、鈴木はこの路線に踏み込んだことで秘めたる才能を開花させた。本作以降、鈴木の作風は大きく変わり、新たなステージに突入、東映ポルノ路線の連作へ突き進む。今日評価される鈴木のエロ喜劇、ナンセンスコメディは本作を始まりとしている。「岡田チルドレン」中島貞夫は、『大奥㊙物語』で、岡田と共に東映ポルノ路線を開拓した人物であるが、"温泉芸者シリーズ"の前作、3作目の『温泉こんにゃく芸者』で監督を務めており、東映ポルノを本格化させた。東映ポルノのローテーションを鈴木と中島の二人で回していると若手監督から不満の声も出た。

### 池玲子と杉本美樹のスカウト
"温泉芸者シリーズ"2作目の『温泉あんま芸者』から「自前（東映専属）のヌード女優を育成しろ」と岡田は指示していたが、もっとフレッシュな"脱げる女優"の発掘が急がれた。白羽の矢が立てられたのは大原麗子と大信田礼子だったのだが、二人はヌードを断固拒否し東映を離れ、テレビに進出した。東映は特に大信田に執着していた。そこへ現れた救世主が"第三のレイコ"こと池玲子だった。
岡田が天尾と鈴木を東映本社に呼び出し「温泉芸者をやれい。タイトルは『温泉たこつぼ芸者』や。ええな」と指示。岡田が「女優はどうするんだ？パンチのある子を探せよ」と伝えると天尾が「スケジュールもつまってるし、石井作品で使った脱げる子にしたいと思っています。鈴木クンもそうしようと..」と答えていると岡田が「鈴木、お前、ほんとにそれでええのか。新しい映画を作る気はないのか？」と鈴木に迫り、鈴木が咄嗟に「いや、新人で行きたいです」「大型新人で勝負したい」と啖呵を切ってしまい、新人をスカウトしなくてはならない羽目になった。
池のスカウト経緯については諸説あり、ロケハン先の喫茶店で天尾と鈴木が雑誌のグラビアで見つけた、週刊誌のグラビア（ヌード）で見つけた、雑誌にファッションモデルとして載っていた、六本木辺りの不良の溜まり場にたむろしていた、銀座のクラブホステスだったなどがあるが、製作年に近い文献では1971年12月28日の東京スポーツに「作家戸川昌子が経営する東京・青山のクラブ『青い部屋』で池と杉本が二人で飲んでいた。二人とも売れないモデル業に嫌気がさしてドロップアウトの最中。そこをアタックし出演OKにこぎつけた」、『近代映画』1972年3月号の記述もこれに似ており「前歴はフリーのヌードモデル。作家・戸川昌子が経営する東京・青山のクラブ『青い部屋』でボーイフレンドと飲んでいたところを、たまたま来ていた天尾完次プロデューサーがそのジャンボ級バストに一目惚れ。『ぜひやってみないか。あなたならスターになれる』と口説かれてポルノ女優の誕生となった」、『映画評論』1972年11月号には「鈴木が『温泉みみず芸者』の主演女優を探しに上京。時間切れで、明日京都へ帰らなければならないという夜、プロデューサーといらいらしながら酒を飲んでいる、と向こうのカウンターにほの白く浮かんだ女の顔があった。それがある日突然私の運命が変わった池玲子だった。かくして一人の女優が誕生」と書かれており、1971年5月に青山のスナックで遊んでいたなり、青山の飲食店で池を見つけたとするものが多い。『日本映画俳優全集 女優編』でも「青山のスナックで天尾と鈴木にスカウトされた」と書かれている。鈴木は2011年のインタビューで「青山のバーに池と杉本の二人が一緒にいた。一緒に飲みに行ったプロデューサーの天尾がこれを使おうと言った」、2014年の著書『下品こそ、この世の花』でも「天尾と飲んでいたらカウンターの向こうに若い女の顔が仄白く浮かんだ。もうあの子でいこうかと決めた」と話している。1990年の大下英治の著書『映画三国志 小説東映』の中で「天尾が池の経歴を100％創作した」という記述があり、藤木TDCは『映画秘宝』の連載で「青山のクラブ『青い部屋』でスカウトしたというシンデレラ物語は全てフィクション。天尾のイメージする新人が発見できず、男性週刊誌、二流の実話誌のグラビアに"ケイ真紀"や"真木圭子"という名で活動していたヌードモデルを東映が強力な政治力で池の過去を封印し、新人女優・"池玲子"として再生した」と指摘した。この指摘を受けてかどうかは不明だが、鈴木は2013年の著書『東映ゲリラ戦記』で「修善寺でロケハン中、書店で天尾と二人で若い娘のグラビアが掲載されたあらゆる週刊誌を読み漁り、そこでエリザベス・テイラーに似た池玲子を見つけた。すぐに東京へ戻って出版社で池を探し出した。天尾が妹役の杉本美樹も探して京都に二人を連れてきた。二人とも全くの素人。アルバイトでグラビアモデルをやってるが、どこの事務所にも所属していない。池はグラビアの名前はカメラマンが適当につくり、その度に名前が違っているという。天尾は、二人は友達関係で、青山にある戸川昌子の店で有名な『青い部屋』へ遊びに行っている時、天尾と鈴木に会い、女優にならないかとスカウトされた。面白そうだから一回ぐらいやってもいいっと思った、というストーリィを作った」などと述べている。
またポルノ女優になることを母親は賛成し「映画の仕事を始めてマジメになった」と話していたという文献と、母親は猛反対していたとする文献がある。杉本美樹は池と同時にスカウトされたとする文献が多いが、荒木一郎に湘南でナンパされた一人という説もある。池と杉本はいろんな事務所に出たり入ったりして、出演料を吊り上げたり、東映が管理できないため、天尾が友人の荒木なら大丈夫だろうと荒木の事務所（現代企画、社長は荒木）に預けた。荒木は「美樹は下着のモデルをやってて、東映でチョロチョロ出てたんだけどね。何かパッとしないけど、要するに身体が凄いのね。スタイルがいい。東映はとにかく女優を育てなきゃいけないっていう時期で、それで池と杉本をウチの事務所に預かったの」と述べている。二人を皮切りに東映専属のポルノ女優の大半は荒木がマネジメントを務めた。

### ポルノ女優第一号
鈴木と天尾がスカウトした池玲子を面接した岡田は即決で「主演をやらせろ」と命令、池と杉本の「二人を育てろ」と指示した。池は当時、文化学院高校二年在学中の16歳（映画公開時17歳）。父は東京都内で建築設計事務所を経営する硬い家系だったが、学校にも行かず親とも断絶していた。妹役の杉本は18歳で問題なかったが、姉役の池の方が16歳だったため、一般映画とはいえ、映画の内容からそのままでは東映への批判は勿論、文部省なども黙っていないと考え、履歴書を18歳に捏造することにした。劇中、慰安旅行に来た文部省御一行と芸者が破廉恥行為をするシーンも用意されていた。天尾と鈴木は「本当の年齢がバレないよう干支を聞かれたときは間違いないこと」と念押しさせ、記者会見では質問事項を予想し、予め用意したものを池に語らせた。
無名の新人女優・池玲子を何とか売り出したいと考えた天尾は、それまでのピンク女優という言い方ではなく、成人映画のイメージを一新したい、何か新鮮なセックス女優をアピールする代名詞はないかとあれこれ思案し「衝撃のポルノ女優池玲子」とキャッチフレーズを付けた。岡田社長からも承認を得て、広告にも「ポルノ映画誕生」と大きくキャッチコピーを打った。これが"ポルノ"という言葉の誕生で、今日SEX映像の代名詞として日本で定着する、"ポルノ"という言葉は、このとき東映が作った造語である。"ポルノグラフィ"という言葉は、文学、絵画、写真等の官能表現の一分野として存在はしていたが、知る人のみが知る異端の業界用語で一般には知られてなかった。これ以前は、ヌードとセックスを売り物にした映画は"ピンク映画""お色気映画""セクシー映画"など、曖昧な呼称で表現されていた。天尾は「新しいセックス路線の幕開けだ」と自慢した。当時、東映女優に力を入れていた「平凡パンチ」のグラビアにこのキャッチフレーズが書かれたことで、これに芸能マスコミが喰いつき、"ポルノ女優第一号池玲子"に取材が殺到、"ポルノ"という言葉が各メディアに氾濫した。「平凡パンチ」の池のゴージャスなヌードグラビアには、たいてい鈴木のポエムが掲載され、池のヌードをワンランク上昇させる知的援護射撃がなされた。"ポルノ"という言葉はスポーツ新聞から、夕刊紙、週刊誌などに拡散され、川上宗薫や梶山季之といった作家の官能小説には"ポルノ小説"という言葉が付けられた。日活も東映のアイデアを拝借して"日活ロマンポルノ"という言葉を作り、本作『温泉みみず芸者』公開から4か月後の1971年11月20日に『団地妻 昼下りの情事』『色暦大奥秘話』を"日活ロマンポルノ"第一弾として封切り「ポルノ映画」という名称が一気に普及、"ポルノ"という言葉が日本に広く認知され定着していった。
池には「"ポルノ"という言葉は綺麗でエロティックで凄く良い意味なんだ」と言い含め、池も「全然いやらしくないし、すっごく可愛い感じがする」と喜んでいたという。この他、池に「一万人に一人の名器」とキャッチフレーズを付けたが、池は「そんなこと気にしてたら何もできないわ。ボーイフレンドは30～40人。体験はもちろんあるわよ。だけどみんな物足りないものばっかりだったわ」などと豪語した。池は美貌と巨乳で人気女優にのし上がった。
妹役の杉本は出番は少なめ。最初とラストのセックス対決のみ出てきて裸にもならない。　

### その他キャスティング
由利徹ら、東映コメディのオールスターで固められ、恒例の作家スペシャルゲストには、団鬼六らが出演。   
裸の大将・山下清役でも広く知られる芦屋雁之助が、池と濃厚なセックスシーンを演じる。

### 脚本
石井輝男との"異常性愛路線"に於ける脚本コンビとしても知られる掛札昌裕は、鈴木の親友で本作で初めてコンビを組んだ。鈴木は「『温泉みみず芸者』は掛札の才能に負うところ大だね」と述べている。脚本第一稿は掛札が全て書いた。鈴木とのシナリオ作りは色々なアイデアが出たという。その最中に岡田から「クライマックスは“セックス対決”で行こう」「その方が作品が締まる。温泉芸者で“勝負したら締まる”」という岡田理論を指示。時代劇の三番勝負を思わせるこの理論から、鈴木が時代劇タッチに膨らませ、母娘とセックス対決する竿師段平には名和宏 をキャスティングした。「ヤクザ映画ばかり幅を利かせて面白くない。何か新しい事をやろう!」という天尾と鈴木の情熱に名和は出演を快諾した。本作以降、"東映温泉芸者シリーズ"のエンディングには必ず、竿師段平との“セックス対決”が用意されている。東映ポルノの“セックス対決”という伝統もここからスタートした。岡田は"東映温泉芸者シリーズ"に対して「今度はふんどし芸者に金魚すくいをさせい」とか、好んで口を挟み、「もっとエゲつなくしろ」と指示していたといわれたが、毎回、奇想天外な珍案奇案のアイデアを考えねばならず、脚本家にはしんどい仕事だった。シリーズ二作目の脚本を頼まれた鳥居元宏は、取材で期待したネタが集まらず困っていると岡田から呼び出しがかかり「イメージだけでも話せ」といわれ、何のアイデアもない鳥居はヤケクソ半分で「スッ裸の女がバイクに乗って温泉街を走り回る...そんなイメージです!」と言ったら、岡田が「おっしゃ!それで行け!! タイトルは『温泉ポン引き女中』や!」と閃き、"温泉芸者シリーズ"二作目の製作とタイトルが決まった。

### 撮影
鈴木が静岡の親類の有力者に頭を下げまわって1971年夏に静岡県伊豆の土肥温泉で長期ロケ。「『伊豆の踊子』みたいな観光映画だから」と言って認めてもらった。池は脱ぎっぷりがよく、宣伝用の撮影で伊豆に連れて行ったら、即座に全裸になって海へ入って行き、たいていのことでは驚かぬカツドウ屋を驚かせた。「こんな女たちを暴れさせたら、今までにない映画ができるだろう」と鈴木たちスタッフを喜ばせた。小池朝雄も「この子は将来楽しみな大器だね」と気に入り、俳優として基礎知識をコーチした。未成年といってもその肢体はバスト98cm、ウエスト59cm、ヒップ80cmという見事な成熟ぶりで、カメラの前に豊満な裸体を晒し、名器のタコツボで性豪をダウンさせるセックス場面も堂々と演ってのけた。鈴木は池と杉本の持つ安っぽくうらぶれた色気を俗な描写で活かしきった。鈴木は「僕の中に俳優志向がある。テーマ主義ではないし、作家なんかあんまり尊敬してない。小津安二郎より原節子の方が好きだし。幼少の頃からそうだから『温泉みみず芸者』が決まったとき『よし、自分の力でスターを1人作ろう!』と思った。池にもピッタリの素材だったし、そういう撮り方になっているよ」、「監督は必ず女優の魅力を見つけないといけない。別にポルノじゃなくても、エロティシズムは必要なんだよ。映画の艶になるわけだからね。それが娯楽映画を撮る監督の務めですよ。当時もよく『何故こういうポルノ映画を撮るのか』と聞かれたけど、俺は『無名の子が一夜にして有名になる..そういう神話を作るために俺は映画監督をやっている』と答えたんだ。俺はあの二人がいなくなっても映画を作れる自信があった。新しい子で撮ればいいんだからね」などと話している。

### タイトル変更
『温泉みみず芸者』は、元は岡田が天尾と鈴木をタコのよく獲れる海岸に行かせて撮らせようという企画で、タイトルも最初は『温泉たこつぼ芸者』であったが、伊豆で撮影中の鈴木に岡田が電話してきて「考えたけど、たこつぼは弱い。たこつぼはやめてタイトルは『温泉みみず芸者』にしろ」と言ってきた。鈴木が「もうたこつぼを使って撮影してますよ。地中のじめじめしたみみずより、明るい太陽と海の方がいいと思います」と反論したが「中身はいいからタイトルだけは"みみず"で行け。何でもいいから、みみずにしろ! その方が当たる!判ったな」とタイトルを変更した。タイトルは"みみず"なのに"タコ"ばかり出るのはこのため。この"みみず"とは、女性器の名器の一つとされる"ミミズ千匹"のことで、1967年に梶山季之が小説『女の警察』で造語として使って知られるようになり、本作のタイトルを皮切りに、ポルノ映画のタイトルに使われたことなどで、名器の代表としてイメージ付けられ、世間へと浸透していった。本編で何度も"たこ"たこつぼ"というのにタイトルの"みみず"という言葉は、本編では一切出ないいい加減さである。

## 宣伝
公開時の惹句は「スゴイの三字がすべてを語る芸者シリーズ第四弾。男殺しの"ミミズ・タコツボ・密の味"!! 大型新人"ポルノ女優"池玲子誕生!」。
二、三年前までは鶴田浩二、高倉健主演のヤクザ映画を作りさえすれば大当たりで、劇場がパンク寸前だったが、マンネリが飽きられたか、1971年2月ごろからヤクザ映画は客足がガタ落ちしており、本作は新しいエロ路線と期待され、利用できるものは何でも利用しようとハイエナのような宣伝戦略が練られた。映画パンフレットには、みみず千匹、タコツボ、数の子天井..などと名器一覧表が掲載された。

## 興行
シナリオ段階で映倫から厳重注意を受け、成人指定にするよう指導された。しかし地方の館主から、「女もの軟派ものは是非欲しいが、18歳未満の成人指定は勘弁してくれ」と強い要望が出た。地方条例が厳しい県もあり、成人指定だと町中にポスターも貼れず、新聞にも広告を打てないケースもあり宣伝が限定された。このため映倫には、平身低頭、ひたすら揉み手のおべんちゃらで一般指定を勝ち取った。

## 作品の評価

### 興行成績
"不良性感度"を東映映画の座標軸とする岡田社長は、池のマスメディアの食いつきの良さから、本作製作中に池玲子主演第二作製作を決定した。「"悪女もの"でタイトルも決めた。"先天性毒婦"や」。鈴木は「毒婦って..あの子はまだ16歳、未成年ですぜ」と言い返そうとしたがやめた。池は脱ぎっぷりの良さと作品内に於けるオープンなセックス観も加わり、男性ファンを虜にした。池の陽性エロスはたちまち人気を集め大ヒットした。
岡田は「恥ずかしいもんか。客に喜んでもらったんだ、立派な仕事だよ」と述べている。"温泉芸者シリーズ"最終作の予定であったが、本作の大ヒットにより、さらに三作品が製作された。
斎藤正治は"東映温泉芸者シリーズ"をザ・ドリフターズ主演・渡邊祐介監督による松竹"全員集合シリーズ"とともに、70年代日本にもっともふさわしい"喜劇シリーズ"と評価している（1972年の論調）。その理由として"東映温泉芸者シリーズ"が、70年代風俗を、貪欲に咀嚼している点を挙げている。

## 逸話
- 町山智浩が1995年頃、NHK教育の深夜番組「土曜ソリトン SIDE-B」に出演した際、関根勤から「俺ね、『温泉みみず芸者』が大好きなんだよ」と言われ、「ラストのセックス対決で負けた名和宏が入り江にぷか～んと浮かんでいると、名和の精子で海水が真っ白に広がるのを俯瞰で撮るシーンとか」と言われて話が盛り上がり、番組中『温泉みみず芸者』の話をずっとしてたら丸ごとカットされたという[100]。この海をザーメンで汚すシーンは、琵琶湖に牛乳を流して撮影したと名和が話している[93]。
- 本作は鶴田浩二主演の任侠映画『傷だらけの人生』との併映で、前述の通り成人映画ではなく一般映画であった[13]。このため小学生でも観ることができ、小学5年生が「お姉さんのオッパイは、おかあさんのとぜんぜん違います」と池にファンレターを書いたという珍しい現象が起きた[13]。"ポルノ女優は乳を出してナンボ"ということを浸透させた影響力は絶大で、池は後に歌手活動を始めた際も、歌唱中に観客から「脱げ!脱げ!」とブーイングが起きる事態も発生した[13]。

## 同時上映
『傷だらけの人生』
- 主演：鶴田浩二／監督：小沢茂弘
- 傷だらけの人生シリーズ第1作。

## ゲームソフト化
パソコンゲーム黎明期の1984年1月にCSKソフトウェアプロダクツがゲームソフト化した。芸者圭子と竿師段平のセックスバトルをゲーム化したものだったが、グラフィック的にはエレクト度は0であった。